# Tobias Knoflach
Tobias Knoflach (* 30. Dezember 1993 in Wien) ist ein österreichischer Fußballtorwart.

## Karriere
Knoflach begann seine Karriere beim Floridsdorfer AC. Als Achtjähriger wechselte er in die Jugendmannschaft des First Vienna FC, in der er acht Jahre verbrachte. Als Siebzehnjähriger wechselte er in die Akademie des SK Rapid Wien. Sein Debüt für die Bundesligamannschaft gab er am siebten Spieltag der Saison 2015/16 gegen die SV Mattersburg, als er in der fünften Minute für Louis Schaub eingewechselt wurde, nachdem Richard Strebinger wegen Handspiels des Feldes verwiesen worden war.
Nach der Saison 2019/20 verließ er Rapid nach 33 Bundesligaeinsätzen. Nach knapp 15 Monaten ohne Verein wechselte Knoflach im Oktober 2021 zum italienischen Viertligisten SS Sambenedettese. Für Sambenedettese kam er zu 26 Einsätzen in der Serie D. Nach der Saison 2021/22 verließ er den Verein wieder.
Im Anschluss wechselte er im August 2022 nach Rumänien zum Zweitligisten FC Politehnica Iași. Für Politehnica spielte er neunmal in der Liga II, ehe ihm aufgrund von disziplinären Problemen im Jänner 2023 gekündigt wurde.
Nach acht Monaten ohne Verein kehrte Knoflach im August 2023 nach Österreich zurück und wechselte zu Bundesligist TSV Hartberg, bei dem er einen bis 2024 laufenden Vertrag erhielt. In Hartberg blieb er als Ersatztormann hinter Raphael Sallinger aber ohne Einsatz. Nach seinem Vertragsende verließ er die Steirer nach der Saison 2023/24 wieder. Nach erneut einem halben Jahr ohne Verein kehrte Knoflach im Jänner 2025 zum SK Rapid zurück, bei dem er einen bis Juni 2025 laufenden Vertrag erhielt. Bei Rapid sollte er für die mittlerweile zweitklassige Zweitmannschaft spielen. Für Rapid II kam er zu einem Einsatz in der 2. Liga. Nach der Saison 2024/25 verließ er Rapid per Vertragsende wieder.